# Domingos dos Reis Quita
Domingos dos Reis Quita (* 6. Januar 1728 in Lissabon, Portugal; † 13. Juni 1770 ebenda) war ein portugiesischer Lyriker.
Seine bukolischen Dichtungen schrieb er in Anlehnung an seine Landsmänner, den Schriftsteller Portugals, Luís de Camões (1525–1580), und den Dichter Bernardim Ribeiro (1482–1552). Von Quitas Tragödien wurde Inès de Castro am bekanntesten. Er war mit Mitglied der Arcádia Lusitana. In der Arcardia trug er den Namen Alcino Micenio.

## Werke

### Originalausgaben (Auswahl)
- Astarto
- Hermíone
- Inès de Castro
- Licore
- Mégara

| Personendaten    | Personendaten            |
| ---------------- | ------------------------ |
| NAME             | Quita, Domingos dos Reis |
| KURZBESCHREIBUNG | portugiesischer Lyriker  |
| GEBURTSDATUM     | 6. Januar 1728           |
| GEBURTSORT       | Lissabon                 |
| STERBEDATUM      | 13. Juni 1770            |
| STERBEORT        | Lissabon                 |